# Tårnby község
Tårnby község (dánul: Tårnby Kommune) Dánia 98 községének (kommune, helyi önkormányzattal rendelkező közigazgatási egység) egyike. Amager szigetén található. Nagy-Koppenhága része.
A 2007. január 1-jén életbe lépő közigazgatási reform nem érintette, de bizonyos kérdésekben együtt kell működnie a szomszédos Dragør községgel.

## Települések
Települések és népességük:

Koppenhága és a környező községek

- Tårnby (40214 - Nagy-Koppenhága része)
  - Kastrup (a község székhelye[3])

## Látnivalók
- Koppenhágai repülőtér
- az Øresund híd Svédország felé
- Peberholm, mesterséges sziget
- Saltholm szigete

### Külső hivatkozások
- Hivatalos honlap (dán, angol, német)